# União das Freguesias de Carragozela e Várzea de Meruge
União das Freguesias de Carragozela e Várzea de Meruge, kurz Carragozela e Várzea de Meruge, ist eine portugiesische Gemeinde (Freguesia) im Kreis (Concelho) von Seia, im Distrikt Guarda. Sie umfasst eine Fläche von 10,08 km² und hat 629 Einwohner (Stand nach Zahlen von 2011).
Die Gemeinde entstand im Zuge der kommunalen Neuordnung Portugals nach den Kommunalwahlen am 29. September 2013, als Zusammenschluss der bisherigen Gemeinden Carragozela und Várzea de Meruge.
Sitz der neuen Gemeinde wurde Carragozela, während die Gemeindeverwaltung von Várzea de Meruge als Bürgerbüro erhalten blieb.